# 팩시밀리

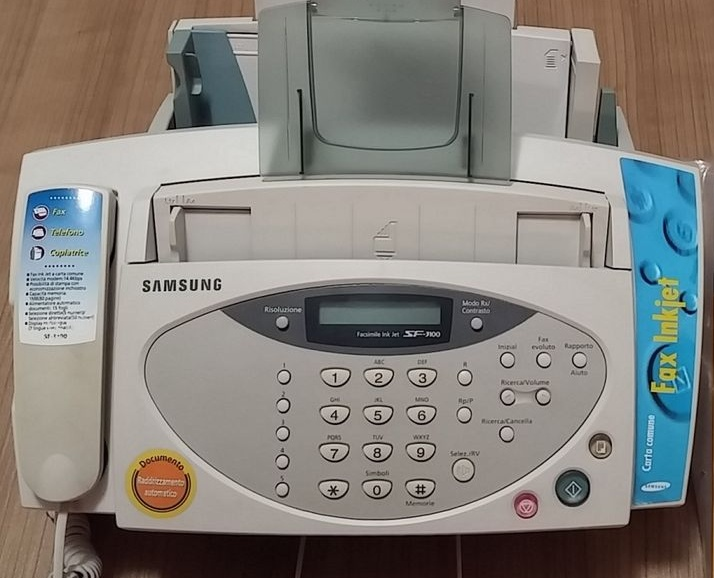
1999년의 이 팩스기는 비교적 새로운 잉크젯 프린팅을 사용했다.

팩시밀리(영어: facsimile←라틴어: fac(facere['만들다']의 명령형) + 라틴어: similie(similis['~와 같은, 비슷한']의 중성형)에서 유래, 문화어: 복사전송장치) 혹은 팩스(fax, 문화어: 확스, 팍스)는 문서의 복사본을 전송하는 데에 쓰이는 기계 장치다.
네트워크 위에 동작하는 장치를 사용한다. "일정한 거리에서 복사본을 만들기" 위한 텔레팩시밀리(telefacsimile)의 준말 텔레팩스(telefax) 또는 텔레카핑(telecopying)이 동의어로 사용된다. 이 장치는 또한 특정한 산업에서 전화 복사기로도 알려져 있다.
초기 시스템은 연속적 또는 아날로그 방식으로 어두운 이미지를 오디오 톤으로 직접 변환하는 방법을 사용했다. 1980년대 이후 대부분의 기계는 전체가 흰색이거나 전체가 검은색인 영역을 더 빠르게 전송하기 위해 데이터 압축을 사용하여 페이지의 오디오 인코딩된 디지털 표현을 전송한다.
팩스 기기는 1980년대와 1990년대 사무실 어디에나 존재했지만 이메일, 월드와이드웹과 같은 인터넷 기반 기술로 인해 점차 쓸모없게 되었다. 의료행정 및 법집행 분야에서 특히 인기가 높다.
요즘에는 컴퓨터와 스마트폰만 있으면 인터넷으로도 팩스를 보낼 수 있으며, 이를 인터넷 팩스로 부른다.

## 역사

### 유선 전송
1846년 팩스 형태의 화학기계식 팩스 형태 작업에 착수했던 스코틀랜드의 발명가 알렉산더 베인은 연구소 실험에서 그래픽 사인(graphic sign)을 복사할 수 있었다. 1843년 5월 27일, "Electric Printing Telegraph."라는 이름으로 영국 특허 9745를 받았다.

### 무선 전송
1924년 RCA의 디자이너 리처드 H. 레인저는 무선 전송 사진기(wireless photoradiogram)를 발명했다.

### 전화 전송
1964년 제록스는 LDX(Long Distance Xerography)라는 이름의 현대의 팩스 머신을 선보이고 특허를 냈으며 상용화하였다.

### 컴퓨터 팩스 인터페이스
1985년 감마링크(GammaLink)의 설립자 행크 마그누스키(Hank Magnuski)는 감마팩스라는 이름의 최초의 컴퓨터 팩스 보드를 생산했다.

## 같이 보기
- 3D 팩스
- 블랙 팩스
- 정크 팩스
- 팩스 서버